# Јелисаветини љубавни јади
Јелисаветини љубавни јади је југословенски филм из 1985. године. Режирао га је Владимир Алексић, а сценарио је писао Милан Јелић.

## Улоге
| Глумац            | Улога           |
| ----------------- | --------------- |
| Јелисавета Сабљић | Јелка           |
| Ружица Сокић      | Сода            |
| Ташко Начић       | Продавац перика |
| Миленко Павлов    | Милован         |